# Sami Belgrun
Sami Belgrun –en árabe, سامي بلقروني– (nacido el 12 de abril de 1975) es un deportista argelino que compitió en judo. Ganó dos medallas en los Juegos Panafricanos de 1999, y seis medallas en el Campeonato Africano de Judo entre los años 1998 y 2004.

## Palmarés internacional
| Juegos Panafricanos | Juegos Panafricanos       | Juegos Panafricanos | Juegos Panafricanos |
| Año                 | Lugar                     | Medalla             | Categoría           |
| ------------------- | ------------------------- | ------------------- | ------------------- |
| 1999                | Johannesburgo (Sudáfrica) | Medalla de plata    | –100 kg             |
| 1999                | Johannesburgo (Sudáfrica) | Medalla de bronce   | Abierta             |
| Campeonato Africano |                           |                     |                     |
| Año                 | Lugar                     | Medalla             | Categoría           |
| 1998                | Dakar (Senegal)           | Medalla de plata    | Abierta             |
| 2000                | Argel (Argelia)           | Medalla de plata    | –100 kg             |
| 2001                | Trípoli (Libia)           | Medalla de oro      | –100 kg             |
| 2001                | Trípoli (Libia)           | Medalla de plata    | Abierta             |
| 2002                | El Cairo (Egipto)         | Medalla de bronce   | –100 kg             |
| 2004                | Túnez (Túnez)             | Medalla de plata    | –100 kg             |